# Jakob Friedrich von Abel
Jakob Friedrich von Abel, född 9 maj 1751 i Vaihingen an der Enz, död 7 juli 1829 i Schorndorf, var en tysk filosof. Han är framförallt känd för det inflytande han hade på den unge Friedrich Schiller, vars lärare (och senare vän) han var. 
Abel var bland annat professor i Tübingen från 1790, men från 1811 innehade han olika kyrkliga poster.
I sin filosofi sökte Abel bevisa själens odödlighet. Han verkade också som skönlitterär författare i Sturm und Drang-stil.